# Осташков
Осташков — місто (з 1770) в Росії, адміністративний центр Осташковського району Тверської області. Місто розташоване на березі південної частини озера Селігер, за 190 км від Твері. Населення — 18 803 особи (2010).

## Історія
Відомий з XIV століття. У грамоті литовського князя Ольгерда до Константинопольському патріарху Філофею , датованій 1371 , згадується Кличен — прикордонне містечко Московського князівства, що було розташоване на однойменному острові на Селігері . 
У 1393 Кличен був захоплений і спалений новгородцями. За місцевою легендою, після розгрому містечка вцілів єдиний житель клич, рибалка Євстафій (Осташко), який перебрався на сусідній півострів південніше Кличена — від імені рибалки місто і отримало свою назву.
У XV -XVIII ст. Кличен-Осташков був центром Кличанської волості, підпорядковувався Ржевському князівству і Ржевському повіту. Поселення складалося з двох слобод, що належали Йосифо-Волоцькому монастирю і московському митрополиту. У 1587 році в Осташковських слободах був побудований острог і посаджений воєвода. У Смутний час, в 1610 році, поляки не змогли взяти міські укріплення, але значно спустошили околиці. У 1651-1653 рр. був побудований новий острог, який проіснував до 1676 року. Третя фортеця простояла до спустошливої пожежі в 1711 році і більше не поновлювалася.
У 1772 ⁣ — ⁣1775 — Осташковська слобода стає центром Осташковського повіту Тверської провінції Новгородського намісництва, утвореного із частини земель Ржевського повіту. У 1775 місто і повіт були передані до складу Тверського намісництва (з 1776 — Тверська губернія). При переплануванні повітових міст у XVIII столітті саме нове планування Осташкова було взято за зразкове для інших повітових міст Російської імперії. У 1929⁣ — ⁣1935 рр. Осташков входив до складу Західної області, з 1935 по 1990 — Калінінської області.
Восени 1939 у колишньому монастирі Нілова Пустинь, переобладнаному на концтабір, було ув'язнено польських військовополонених, пізніше розстріляних енкаведистами у внутрішній тюрмі НКВД в Калініні.

## Фотографії

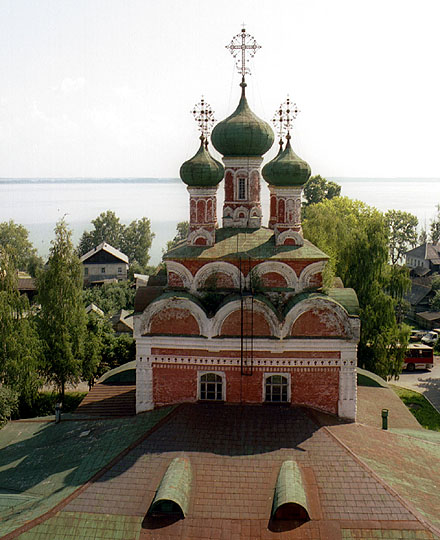
Собор Троїці Живоначальної (1697)
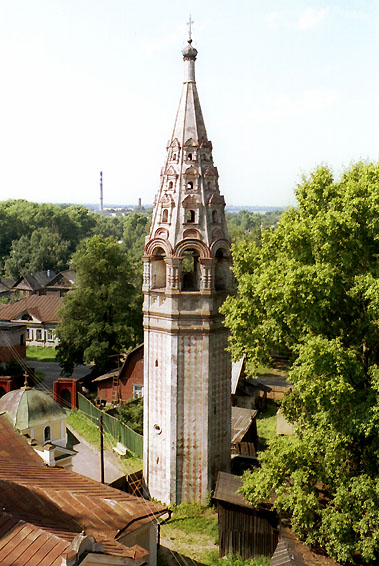
Дзвіниця Церкви Воскресіння Христового (Осташков)(1677-89)
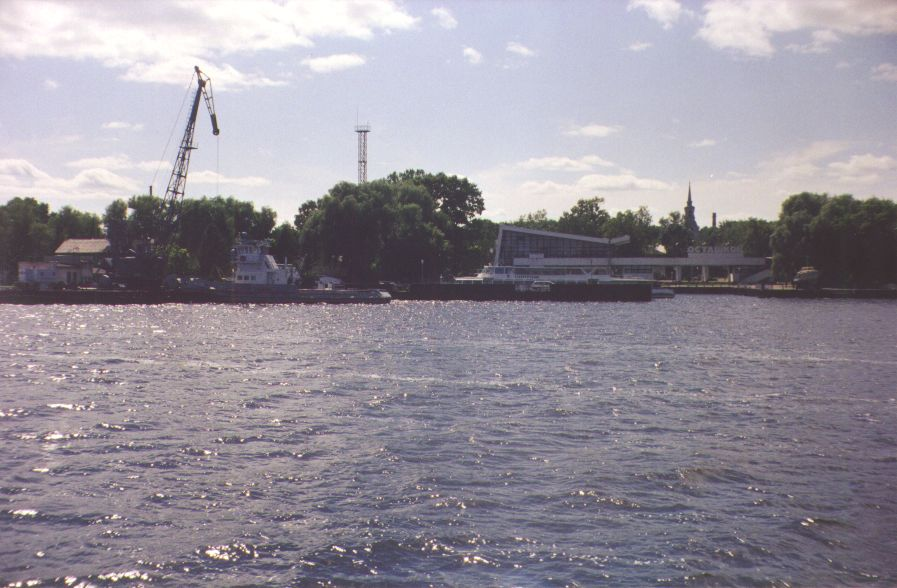
Пристань
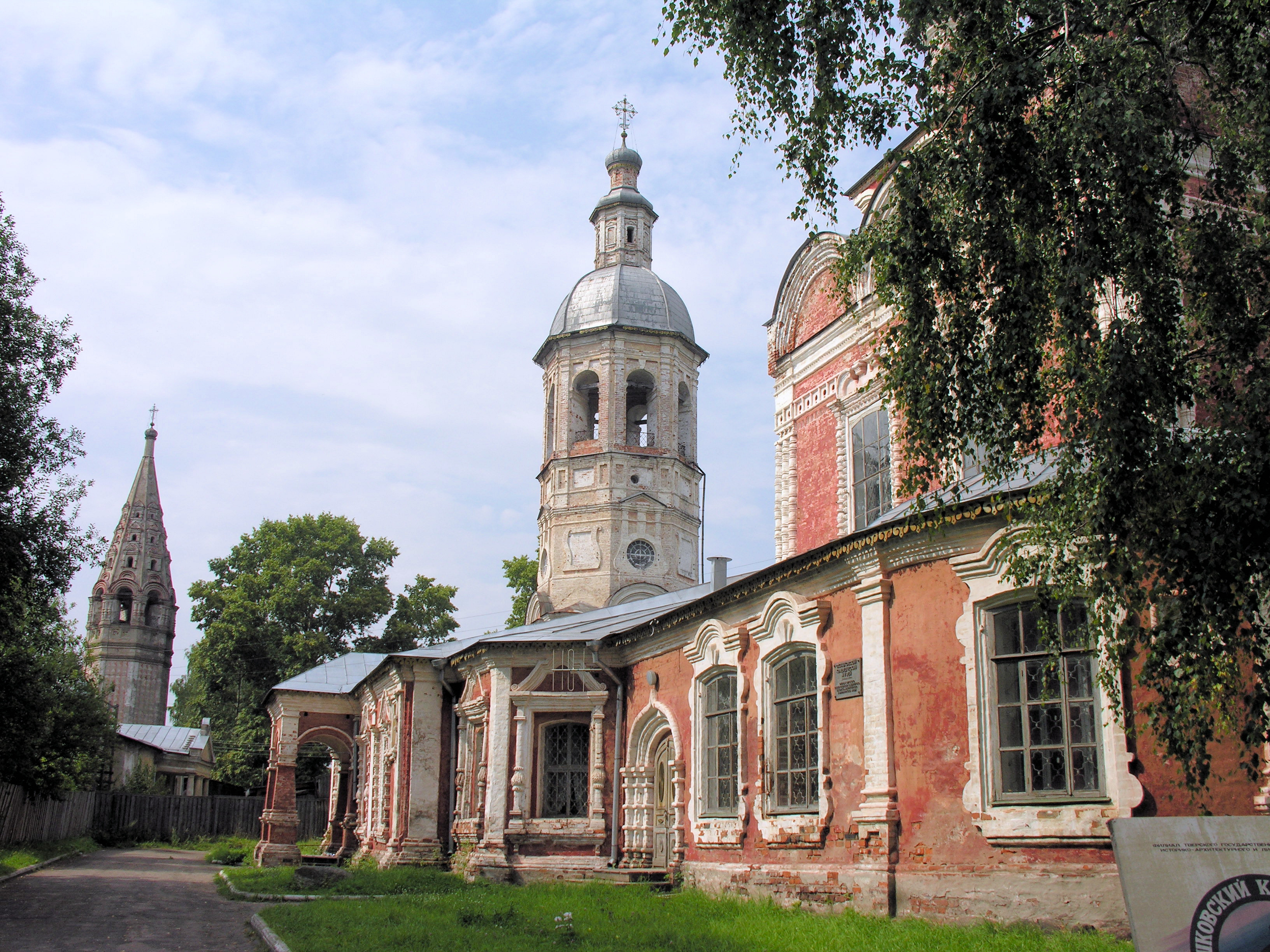
Краєзнавчий музей